# Mistrovství světa v biatlonu 2023 – stíhací závod mužů
Stíhací závod mužů na Mistrovství světa v biatlonu 2023 se konal v neděli 12. února v oberhofském biatlonovém stadionu Lotto Thüringen Arena am Rennsteig jako druhý individuální mužský závod šampionátu. Start stíhacího závodu proběhl v 15:30 hodin středoevropského času.
Do závodu se kvalifikovalo 60 nejlepších závodníků z předcházejícího sprintu, čtyři z nich Jacquelin, Stalder, Legović a Zahkna, však neodstartovali.
Dvojnásobným obhájcem prvenství byl Francouz Émilien Jacquelin, který do závodu nenastoupil. Úřadujícím olympijským vítězem z této disciplíny byl další Francouz Quentin Fillon Maillet, který dojel dvanáctý.
Vítězem se stal suverénně vítěz sprintu Nor Johannes Thingnes Bø. Na druhém místě skončil jeho krajan Sturla Holm Laegreid, bronzovou medaili vybojoval Švéd Sebastian Samuelsson.

## Průběh závodu
Nor Johannes Thingnes Bø vystartoval sice jen s náskokem čtvrt minuty, ale v každém kole jej navyšoval. První tři kola za ním jel jeho bratr Tarjei Bø, který ale při první střelbě vstoje nezasáhl dva terče a za Johannese Bø se dostal další Nor Sturla Holm Laegreid. Když pak oba zastříleli i poslední položku čistě, bylo o zlaté a stříbrné medaili rozhodnuto. Bojovalo se však o třetí místo: na poslední střelbu přijížděli spolu Tarjei Bø, Švéd Sebastian Samuelsson a další Nor Vetle Sjåstad Christiansen. Všichni zde udělali dvě chyby, ale i další biatlonisté chybovali, a odjížděli tak do posledního kola společně. Christiansen jel pomaleji, ale Tarjei Bø a Samuelsson spolu bojovali až do posledního sjezdu, kde se dopředu dostal Samuelsson a získal tak bronzovou medaili.

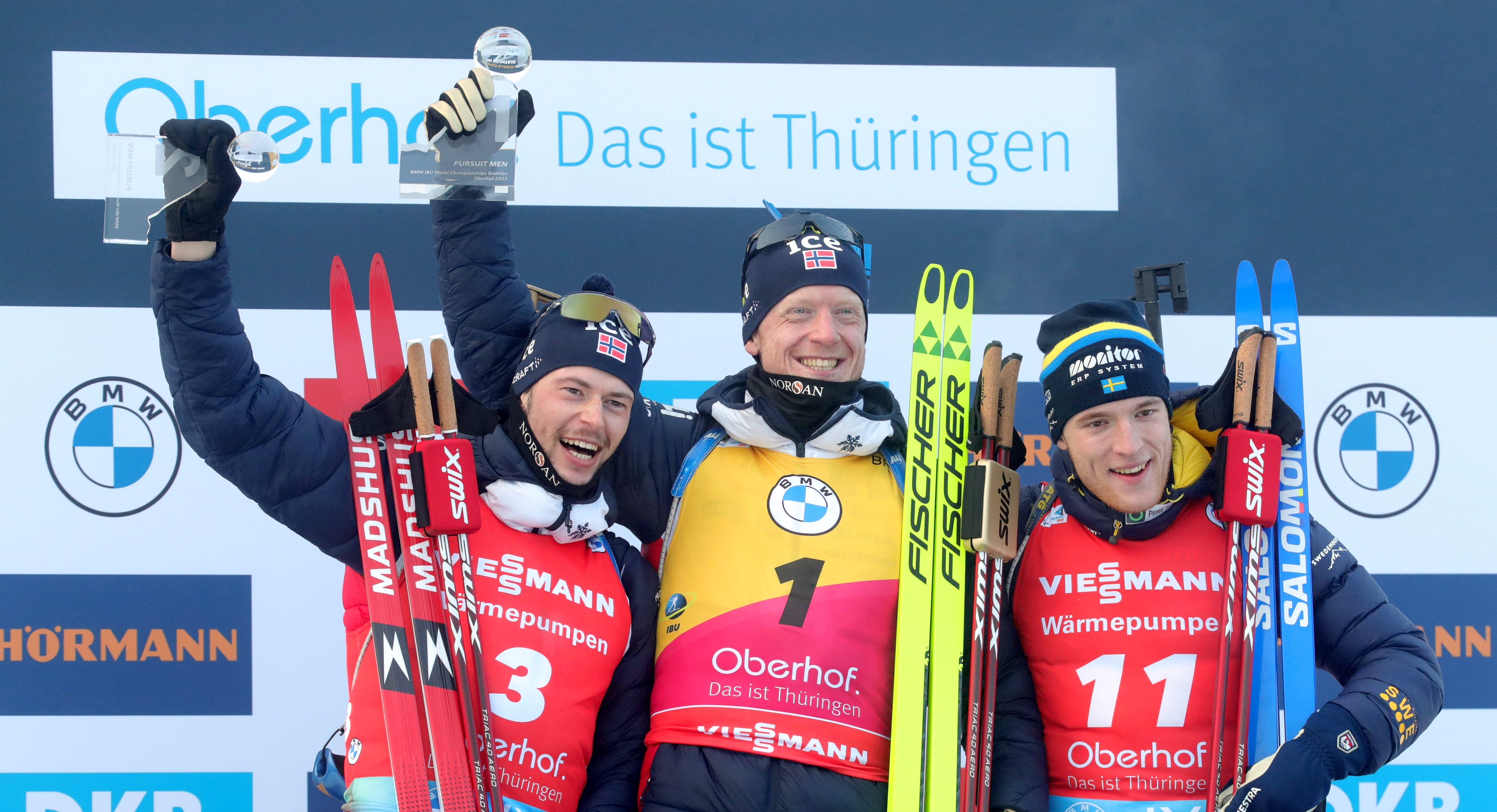
Stupně vítězů – Laegreid, J. T. Bø a Samuelsson

Johannes Thingnes Bø tak získal i ve třetím závodě na probíhajícím mistrovství světa zlatou medaili a celkově již patnáctou v kariéře. Ve stíhacím závodě se stal mistrem světa poprvé, když doposud bylo jeho nejlepším umístěním třikrát druhé místo z let 2017, 2019 a 2020. Sturla Holm Laegreid zkompletoval jako první závodník oberhofského šampionátu sbírku medailí, když doplnil zlato ze smíšené štafety a bronz ze sprintu. Samuelsson navázal bronzem na stříbro z předcházejícího šampionátu a získal druhý individuální cenný kov.
Českým biatlonistům se nedařilo střelecky: Michal Krčmář začal na první položce bezchybně, ale pak přidal čtyři nesestřelené terče a klesl na 26. místo. „Bohužel jsem nenašel nic, za co bych se mohl pochválit... Vleže stupidní chyby, vestoje možná přemíra snahy,“ říkal v rozhovoru pro Českou televizi. Po poslední čisté střelbě se zlepšil na 19. pozici v cíli. Jakub Štvrtecký udělal také celkem čtyři chyby a skončil o tři místa za ním. V pořadí se nejvíce zlepšil Tomáš Mikyska s třemi nezasaženými terči, který se z 60. místa na startu posunul na 31. v cíli. Naopak Adam Václavík zasáhl z 20 terčů jen 9 (nejhůře ze všech startujících) a dokončil závod na 51. místě.

## Výsledky
| Pořadí | č.  | závodník                   | stát        | počáteční ztráta | střelba (L+L+S+S) | čas          | ztráta       |
| --- | --- | -------------------------- | ----------- | ---------------- | ----------------- | ------------ | ------------ |
| Zlatá medaile | 1   | Johannes Thingnes Bø (yr)  | Norsko      | 0:00             | 0 (0+0+0+0)       | 33:34,5      |              |
| Stříbrná medaile | 3   | Sturla Holm Laegreid       | Norsko      | 0:40             | 0 (0+0+0+0)       | 34:45,7      | +1:11,2      |
| Bronzová medaile | 11  | Sebastian Samuelsson       | Švédsko     | 1:13             | 2 (0+0+0+2)       | 35:28,6      | +1:54,1      |
| 4. | 2   | Tarjei Bø                  | Norsko      | 0:15             | 0 (0+0+0+0)       | 35:31,8      | +1:57,3      |
| 5. | 6   | Vetle Sjåstad Christiansen | Norsko      | 1:00             | 2 (0+0+0+2)       | 35:49,2      | +2:14,7      |
| 6. | 8   | Johannes Kühn              | Německo     | 1:05             | 3 (0+0+1+2)       | 36:01,6      | +2:27,1      |
| 7. | 4   | Johannes Dale              | Norsko      | 0:44             | 5 (0+1+1+3)       | 36:22,7      | +2:48,2      |
| 8. | 5   | Dmytro Pidručnyj           | Ukrajina    | 0:53             | 2 (0+0+2+0)       | 36:26,5      | +2:52,0      |
| 9. | 7   | Andrejs Rastorgujevs       | Lotyšsko    | 1:02             | 2 (1+0+1+0)       | 36:31,4      | +2:56,9      |
| 10. | 19  | Roman Rees                 | Německo     | 1:50             | 2 (1+0+1+0)       | 36:39,0      | +3:04,5      |
| 11. | 12  | Justus Strelow             | Německo     | 1:15             | 1 (0+0+0+1)       | 36:45,0      | +3:10,5      |
| 12. | 9   | Quentin Fillon Maillet     | Francie     | 1:09             | 7 (3+2+0+2)       | 36:52,5      | +3:18,0      |
| 13. | 22  | Endre Strømsheim           | Norsko      | 1:55             | 5 (2+1+2+0)       | 36:53,0      | +3:18,5      |
| 14. | 10  | Antonin Guigonnat          | Francie     | 1:09             | 5 (0+2+2+1)       | 36:55,5      | +3:21,0      |
| 15. | 55  | Benedikt Doll              | Německo     | 2:48             | 2 (0+1+0+1)       | 36:58,3      | +3:23,8      |
| 16. | 20  | Vladimir Iliev             | Bulharsko   | 1:51             | 3 (0+1+0+2)       | 37:06,1      | +3:31,6      |
| 17. | 25  | Niklas Hartweg (b)         | Švýcarsko   | 2:03             | 1 (0+0+0+1)       | 37:09,9      | +3:35,4      |
| 18. | 18  | Martin Ponsiluoma          | Švédsko     | 1:49             | 6 (1+1+1+3)       | 37:25,0      | +3:50,5      |
| 19. | 14  | Michal Krčmář              | Česko       | 1:44             | 4 (0+2+2+0)       | 37:32,0      | +3:57,5      |
| 20. | 21  | Anton Dudčenko             | Ukrajina    | 1:54             | 2 (0+0+1+1)       | 37:33,7      | +3:59,2      |
| 21. | 16  | Fabien Claude              | Francie     | 1:47             | 6 (1+2+1+2)       | 37:39,9      | +4:05,4      |
| 22. | 15  | Jakub Štvrtecký            | Česko       | 1:45             | 4 (1+1+0+2)       | 37:41,7      | +4:07,2      |
| 23. | 45  | Jesper Nelin               | Švédsko     | 2:41             | 1 (0+0+0+1)       | 37:43,6      | +4:09,1      |
| 24. | 47  | Tero Seppälä               | Finsko      | 2:42             | 4 (1+1+1+1)       | 37:45,6      | +4:11,1      |
| 25. | 27  | Peppe Femling              | Švédsko     | 2:05             | 3 (1+1+0+1)       | 37:49,0      | +4:14,5      |
| 26. | 43  | Anton Vidmar               | Slovinsko   | 2:37             | 1 (1+0+0+0)       | 37:55,1      | +4:20,6      |
| 27. | 13  | David Komatz               | Rakousko    | 1:29             | 1 (1+0+0+0)       | 38:02,4      | +4:27,9      |
| 28 . | 52  | Jeremy Finello             | Švýcarsko   | 2:46             | 6 (1+0+5+0)       | 38:08,6      | +4:34,1      |
| 29 | 33  | Lovro Planko               | Slovinsko   | 2:25             | 2 (1+0+1+0)       | 38:18,3      | +4:43,8      |
| 30. | 54  | Alex Cisar                 | Slovinsko   | 2:47             | 1 (0+0+0+1)       | 38:20,1      | +4:45,6      |
| 31. | 60  | Tomáš Mikyska              | Česko       | 2:58             | 3 (2+0+1+0)       | 38:28,1      | +4:53,6      |
| 32. | 49  | Éric Perrot                | Francie     | 2:44             | 4 (0+2+1+1)       | 38:37,1      | +5:02,6      |
| 33. | 38  | George Buta                | Rumunsko    | 2:33             | 3 (1+1+1+0)       | 38:37,9      | +5:03,4      |
| 34. | 56  | Thierry Langer             | Belgie      | 2:49             | 3 (0+2+0+1)       | 38:38,1      | +5:03,6      |
| 35. | 28  | Lukas Hofer                | Itálie      | 2:05             | 5 (1+0+3+1)       | 38:38,8      | +5:04,3      |
| 36. | 41  | Alexandr Muchin            | Kazachstán  | 2:35             | 2 (1+0+0+1)       | 38:39,0      | +5:04,5      |
| 37. | 23  | Simon Eder                 | Rakousko    | 1:59             | 1 (0+0+0+1)       | 38:45,7      | +5:11,2      |
| 38. | 26  | Timofej Lapšin             | Jižní Korea | 2:04             | 4 (1+2+0+1)       | 38:55,0      | +5:20,5      |
| 39. | 44  | Artem Pryma                | Ukrajina    | 2:37             | 4 (1+0+1+2)       | 39:10,4      | +5:35,9      |
| 40. | 29  | Bogdan Cymbal              | Ukrajina    | 2:08             | 4 (0+1+2+1)       | 39:13,3      | +5:38,8      |
| 41. | 35  | David Zobel                | Německo     | 2:30             | 6 (1+2+1+2)       | 39:15,1      | +5:40,6      |
| 42. | 32  | George Coltea              | Rumunsko    | 2:19             | 6 (1+2+1+2)       | 39:19,6      | +5:45,1      |
| 43. | 17  | Tommaso Giacomel           | Itálie      | 1:48             | 8 (3+4+1+0)       | 39:30,0      | +5:55,5      |
| 44. | 59  | Dominic Unterweger         | Rakousko    | 2:57             | 2 (0+1+0+1)       | 39:32,1      | +5:57,6      |
| 45. | 46  | Campbell Wright            | Nový Zéland | 2:41             | 6 (0+2+1+3)       | 39:41,9      | +6:07,4      |
| 46. | 50  | Patrick Braunhofer         | Německo     | 2:44             | 2 (0+2+0+0)       | 39:42,6      | +6:08,1      |
| 47. | 57  | Pavel Magazeev             | Moldavsko   | 2:51             | 4 (0+2+0+2)       | 39:43,2      | +6:08,7      |
| 48. | 39  | Jan Guńka                  | Polsko      | 2:33             | 5 (2+1+0+2)       | 39:48,4      | +6:13,9      |
| 49. | 42  | Vytautas Strolia           | Litva       | 2:36             | 5 (1+1+2+1)       | 39:55,7      | +6:21,2      |
| 50. | 30  | Olli Hiidensalo            | Finsko      | 2:10             | 7 (1+1+3+2)       | 40:13,1      | +6:38,6      |
| 51. | 24  | Adam Václavík              | Česko       | 1:59             | 11 (1+4+4+2)      | 40:41,4      | +7:06,9      |
| 52. | 31  | Paul Schommer              | USA         | 2:10             | 8 (3+1+2+2)       | 40:53,2      | +7:18,7      |
| 53. | 53  | Elia Zeni                  | Itálie      | 2:47             | 5 (1+1+1+2)       | 41:07,4      | +7:32,9      |
| 54. | 34  | Michal Šíma                | Slovensko   | 2:29             | 5 (0+1+1+3)       | 41:10,4      | +7:35,9      |
| 55. | 51  | Raido Ränkel               | Estonsko    | 2:44             | 8 (3+1+2+2)       | 41:38,0      | +8:03,5      |
| 56. | 40  | Harald Lemmerer            | Rakousko    | 2:34             | 6 (0+0+3+3)       | 42:44,1      | +9:09,6      |
| DNS | 36  | Émilien Jacquelin (g)      | Francie     | 2:32             | nestartovali      | nestartovali | nestartovali |
| DNS | 37. | Sebastian Stalder          | Švýcarsko   | 2:32             | nestartovali      | nestartovali | nestartovali |
| DNS | 48. | Matija Legović             | Chorvatsko  | 2:43             | nestartovali      | nestartovali | nestartovali |
| DNS | 58. | Rene Zahkna                | Estonsko    | 2:55             | nestartovali      | nestartovali | nestartovali |
| Zdroj: (yr) – vedoucí závodník hodnocení světového poháru, (b) – nejlepší závodník do 25 let, (g) – obhájce vítězství |     |                            |             |                  |                   |              |              |

## Další fotografie

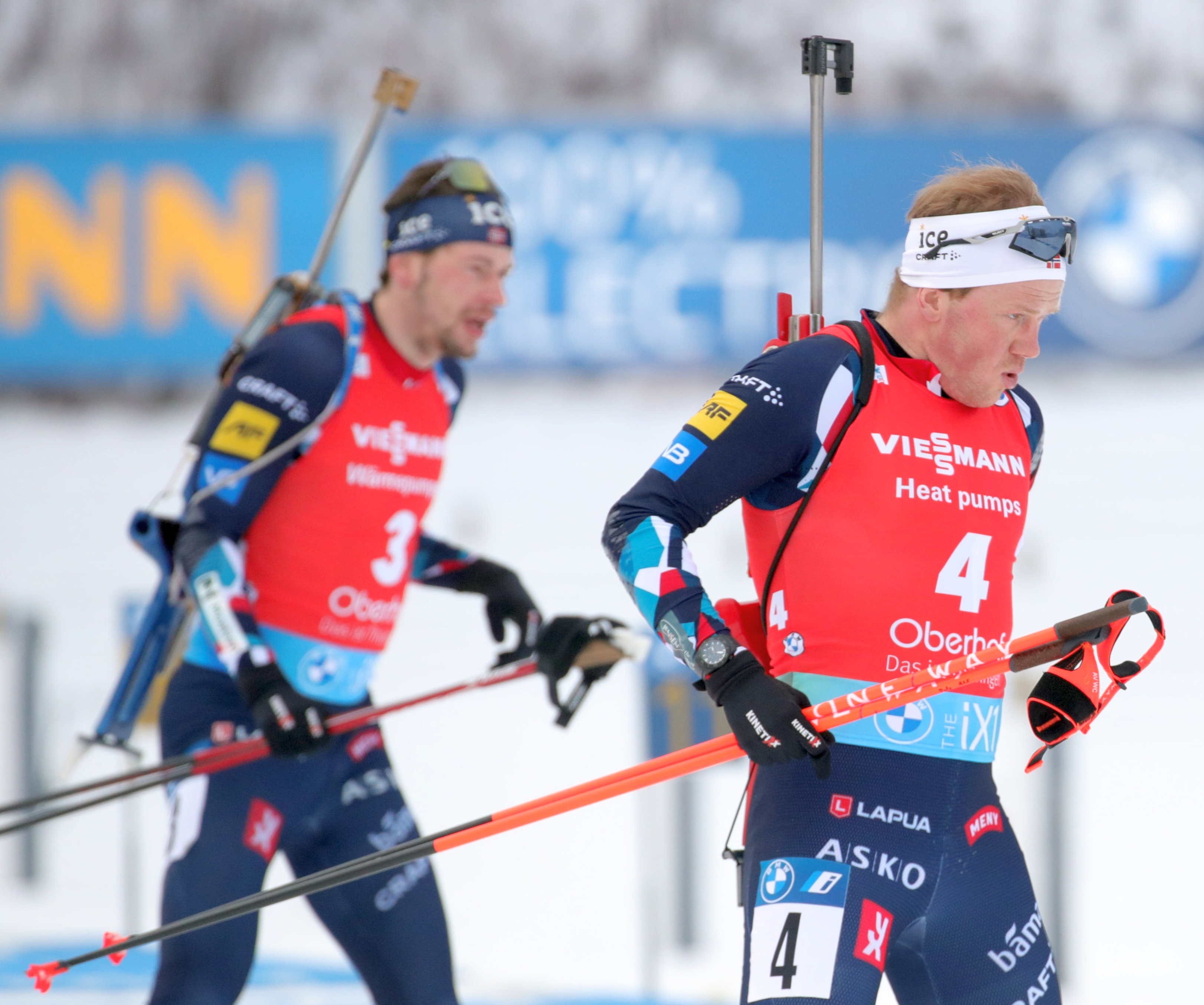
Sturla Holm Laegreid a Johannes Dale před střelnicí
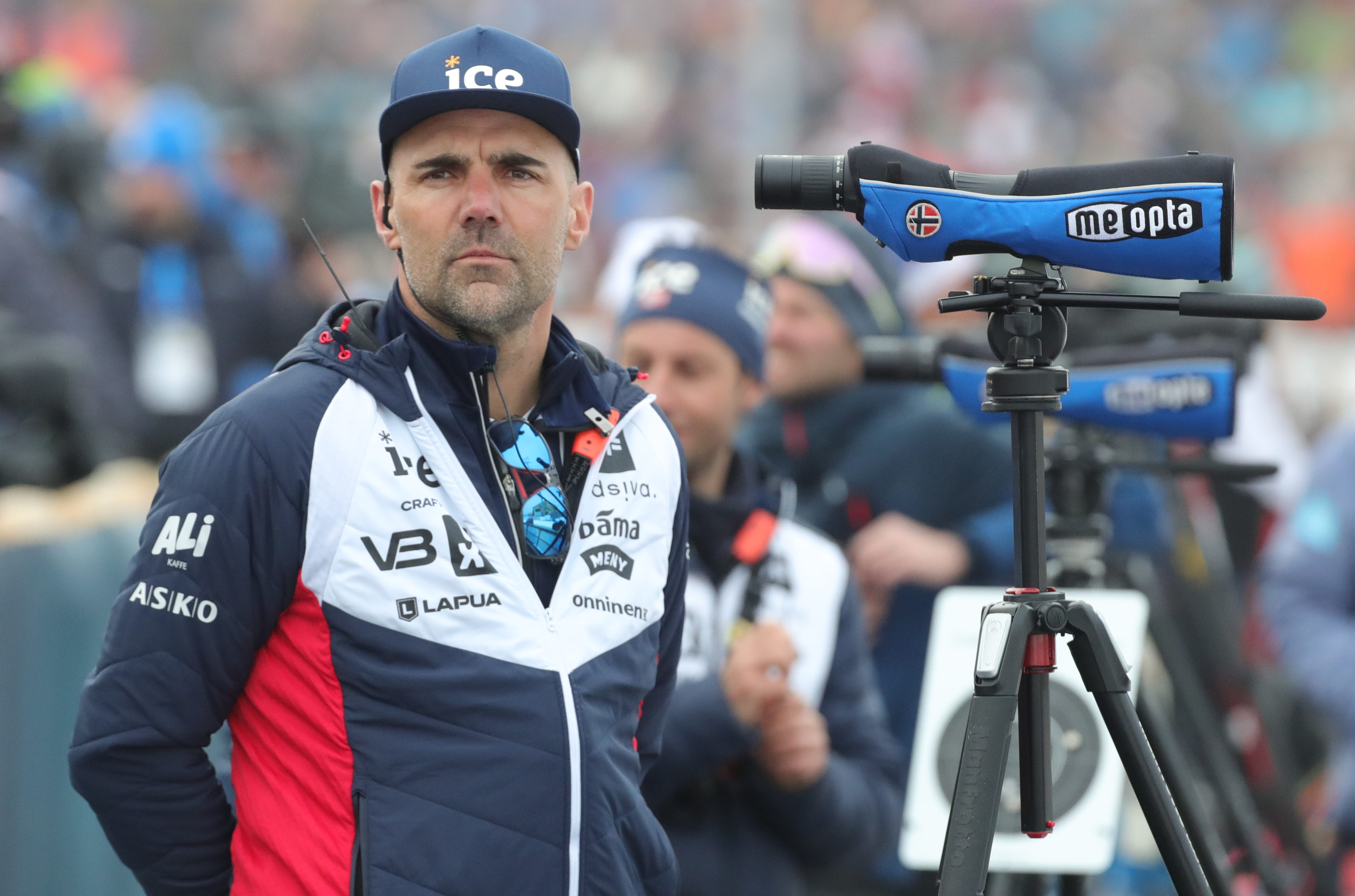
Francouzský trenér Norů Siegfried Mazet
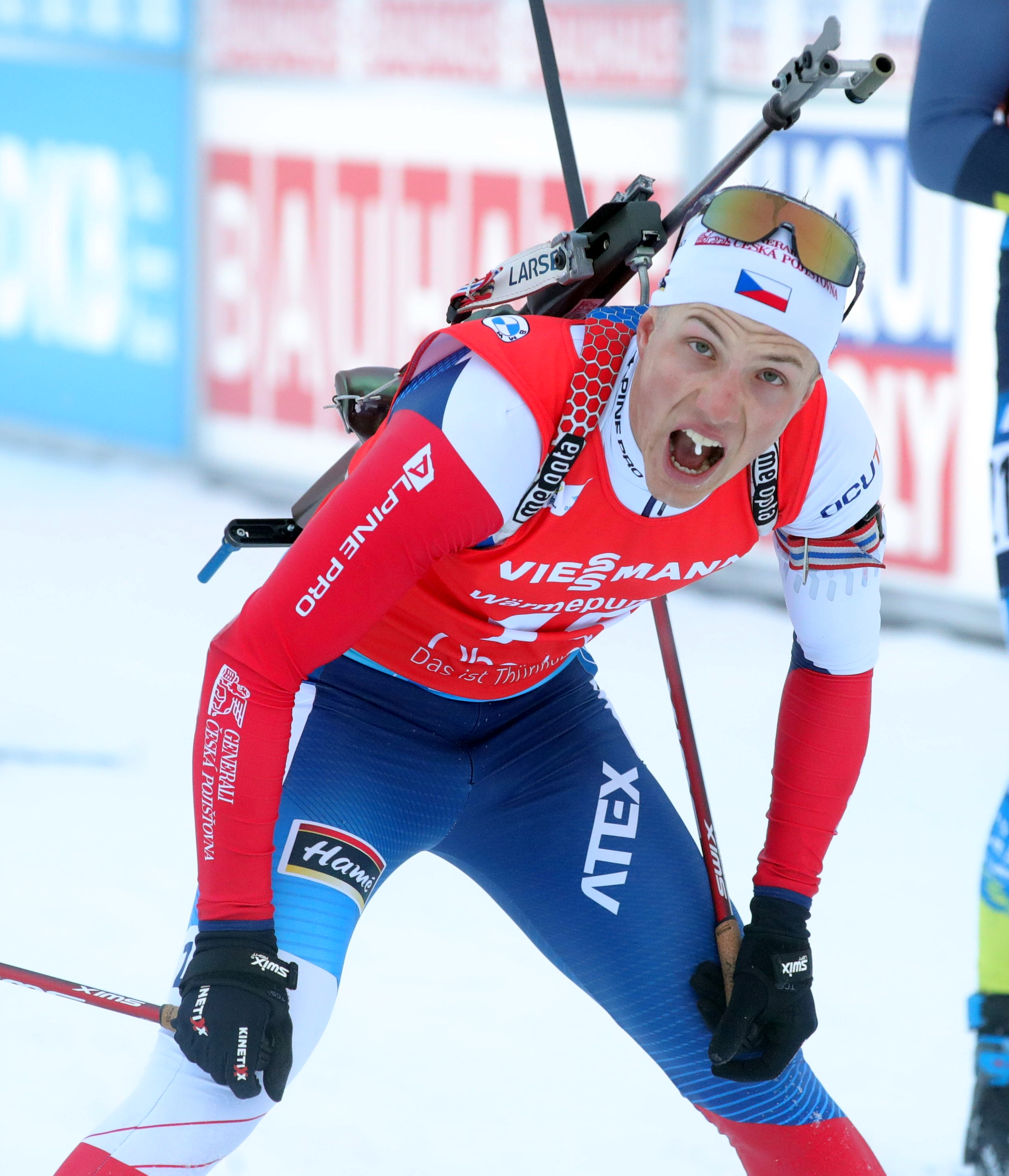
Jakub Štvrtecký
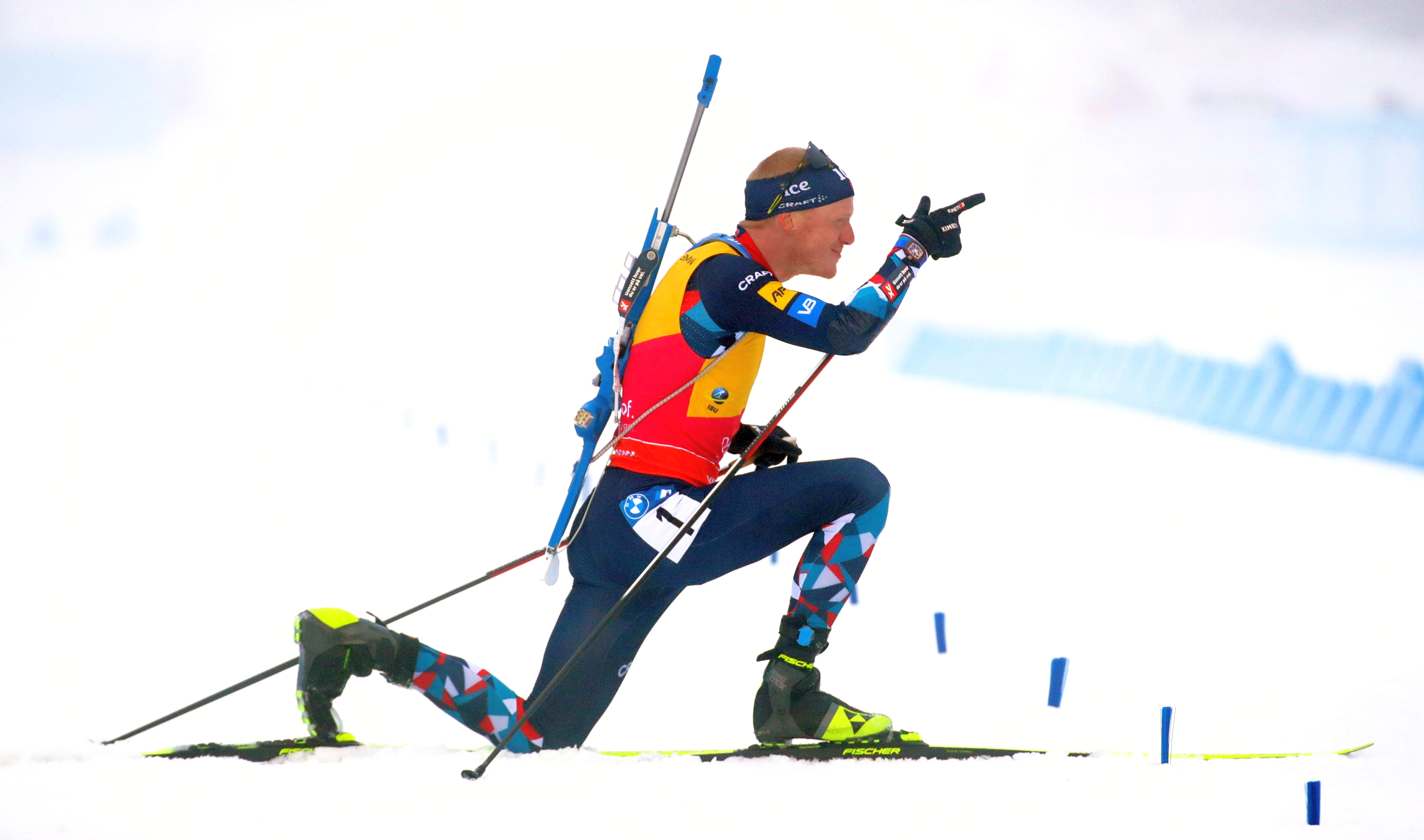
Gesto Johannese Thingnese Bø před cílem
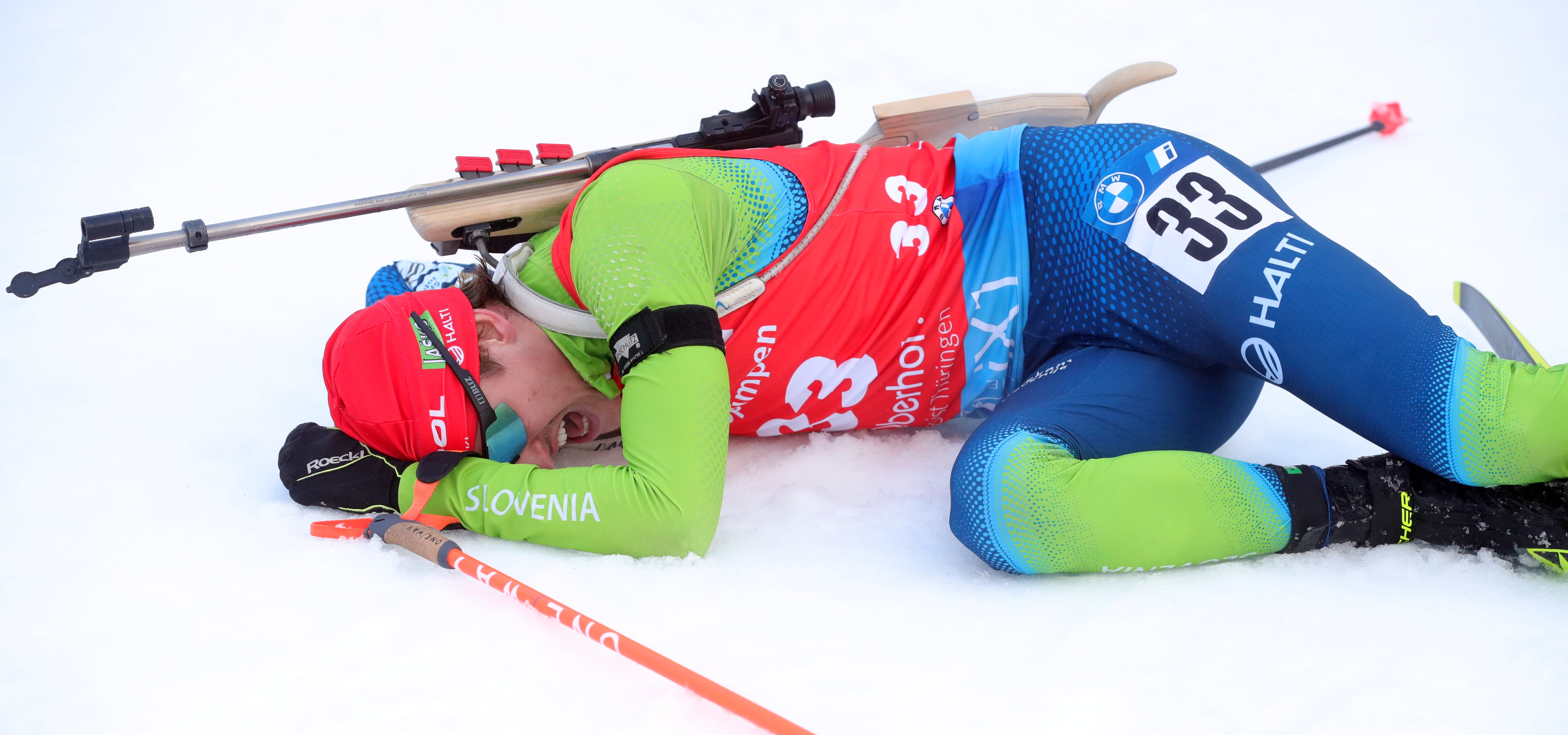
Slovinec Lovro Planko po dojezdu do cíle